# There's a Place
〈There's a Place〉는 존 레논과 폴 매카트니가 공동 작곡하고 비틀즈의 첫 번째 정규 음반 《Please Please Me》에 수록돼 첫 발표한 노래다. 레논과 매카트니가 리드 보컬을 공유했고, 조지 해리슨이 백 보컬을 제공했다. 미국에서는 비제이 레코드의 《Introducing... The Beatles》, 〈Twist and Shout〉의 B면, 그리고 마지막으로 캐피틀 레코드의 1980년도 컴필레이션 음반 《Rarities》에 실려 출시되었다.

## 작곡
폴 매카트니가 포슬린 로드의 집에서 곡을 썼고, 1963년 비틀즈의 공연 레퍼토리가 되었다. 곡의 제목은 레너드 번스타인과 스티븐 손드헴의 음반 《West Side Story》의 수록곡 〈Somewhere〉의 가사인 "There's a place for us."에서 영감을 받았다. 매카트니는 당시에 영화의 사운드트랙이던 그 음반을 소유하고 있었으며 〈There's a Place〉의 작곡에 영향을 받았음을 인정했다.
노래는 당시의 대체적인 팝 송과는 달리 더욱 고차원적인 주제를 다루고 있다. 존 레논은 설명했다. "〈There's a Place〉는 제가 모타운을, 즉 흑인 음악을 시도한 것입니다. 노래에 이런 가사가 있죠. 'In my mind there's no sorrow...' 이건 전부 당신 마음을 뜻한 겁니다." 한편 매카트니는 말한다. "제 생각에 여기서 말하는 장소(Place)란 마음 속을 얘기하는 거 같아요. 계단 뒷쪽으로 우회해서 키스나 껴안거나 하는 게 아니라요. 이건 저희 작곡의 차이를 보여주고 있어요. 좀 더 지적으로 변화하기 시작했다는 거죠. 우리 둘이서 노래 불렀고요. 저는 높은 하모니를 택했고, 존은 낮은 하모니 혹은 멜로디를 택했죠. 그때까지만 해도 멜로디의 위치를 결정한 것이 아니었기 때문에 이런 게 즐거웠습니다. 이후부터는 시트 뮤직을 위해 따분하게 받아 적어야 했죠."

## 녹음
1963년 2월 11일, 《Please Please Me》의 수록곡 녹음을 위한 세 세션 중 첫 번째에서 10테이크를 녹음했다. 추후 하모니카를 3테이크에 오버더빙했다. 이 곡은 《Please Please Me》의 여타 곡과 마찬가지로 매카트니-레논으로 크레디트되었다.

## 참여 인원
- 존 레논 – 보컬,[5] 리듬 기타, 하모니카
- 폴 매카트니 – 보컬, 베이스
- 조지 해리슨 – 리드 기타, 백 보컬
- 링고 스타 – 드럼

노먼 스미스가 엔지니어로 참여
이언 맥도널드 제공

## 참고 문헌
- Harry, Bill (1992). 《The Ultimate Beatles Encyclopedia》. London: Virgin Books. ISBN 0-86369-681-3.
- Lewisohn, Mark (1992). 《The Complete Beatles Chronicle》. London: Hamlyn. ISBN 0-600-61001-2.
- MacDonald, Ian (1998). 《Revolution in the Head》. London: Pimlico. ISBN 0-7126-6697-4.
- MacDonald, Ian (2005). 《Revolution in the Head: The Beatles' Records and the Sixties》 Seco Revis판. London: Pimlico (Rand). ISBN 1-84413-828-3.
- Miles, Barry (1998). 《Paul McCartney: Many Years from Now》. London: Vintage Books. ISBN 0-7493-8658-4.